# جاده وان
جاده وان (انگلیسی: Vaughan Road) جاده ای در تورنتو, انتاریو, کانادا است. این یک جاده کلکتوری است که به موازات یک نهر مدفون در شمال به نام قلعه فرانک بروک است. 